# Dödsfuga

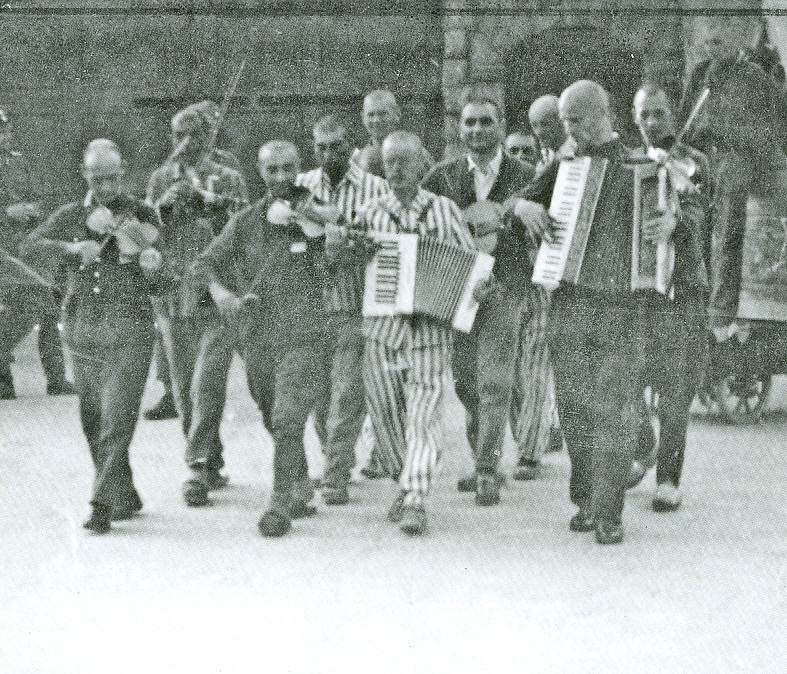
En orkester med lägerfångar i Mauthausens koncentrationsläger, 1942.

”Dödsfuga” (originaltitel: Todesfuge) är en elegisk dikt av den tyskrumänske poeten Paul Celan, tillkommen mellan 1944 och 1945. Med lyriska medel tematiserar dikten Förintelsen. Dödsfuga är Celans mest kända dikt. Till svenska tolkades dikten första gången 1964, av Bengt Höglund, i antologin Fyra tyska poeter (1964).

## Bakgrund
Dödsfuga trycktes första gången 2 maj 1947 i en rumänsk tidskrift översatt till rumänska, gjord av Celans vän Petre Solomon, med titeln Tangoul morţii (”Dödstango”) i tidskriften Contemporanul. Det var Celans första publicering. Tryckningen åtföljdes av en kommentar från chefredaktören, vilken gav en del av verkligheten bakom:
| ” | Dikten, vars översättning vi offentliggör, grundar sig på fakta. I Lublin och andra nazistiska ’dödsläger’ tvingades en del av de dömda att spela medan andra grävde gravar. | „ |

 John Felstiner klargör vidare att en SS-fänrik i lägret Janowska, inte långt från Celans hemstad Cernăuţi, beordrade att spela upp en tango med namnet ”dödstango” vid avrättningar och tortyr. Även i Auschwitz och andra läger förekom musik som en del av avrättningar, också kallad ”dödstango”.
Den tyskspråkiga versionen publicerades 1948 i Celans första diktsamling Der Sand aus den Urnen, men gick då i stort sett obemärkt förbi. Den fick större uppmärksamhet först när den togs med i nästföljande bok, Mohn und Gedächtnis (1952).

### Uppläsning inför Gruppe 47
En uppläsning av Celan vid ett möte hos Gruppe 47 i maj 1952 – ordnad genom förmedling av några vänner från tiden Celan tillbringat i Wien, Ingeborg Bachmann, Milo Dor och Reinhard Federmann – blev ett fiasko. Walter Jens mindes uppläsningen i samtal med Heinz Ludwig Arnold 1976. ”Då Celan läste första gången sa man: ’Detta kan väl ändå ingen lyssna på!’, han läste så patetiskt. Vi kunde inte hålla oss för skratt: ’Han läser ju som Goebbels!’, sa en. […] ’Dödsfuga’ var en riktig flopp i gruppen! Det var en helt annan värld, där hängde neorealisterna inte alls med.” Hans Weigel tillade att en del kolleger senare hånfullt skanderade ”Gryningens svarta mjölk …”, och Hans Werner Richter förde fram kritiken att Celan ”läste på ett nynnande vis som i en synagoga”. Celan själv kommenterade i ett brev till sin fru Gisèle: ”De där alltså, som inte gillar poesi – de var i majoritet – reagerade emot.” Uppläsningen gjorde i vilket fall chefslektören vid det tyska förlaget Deutsche Verlags-Anstalt uppmärksam på Celan, vilket ledde till att Mohn und Gedächtnis utkom i december samma år. Ernst Schnabel arrangerade efter mötet en uppläsning i tysk radio.

## Form
Kännetecknande för dikten är en flerstämmig uppbyggnad på samma sätt som den polyfona musikens fuga, liksom användandet av en kärnfull och känsloladdad modernistisk metaforik. Diktens inledande och återkommande bildtema om ”gryningens svarta mjölk” kan även sägas vara en modern variant av den antika stilfiguren oxymoron.
”Dödsfuga” inleds med versraderna:
”Gryningens svarta mjölk vi dricker den varje kväll

vi dricker den middag och morgon vi dricker den varje natt

vi dricker och dricker

vi gräver en grav i vinden där ligger man inte trångt”

Därefter växlar perspektivet från ett fångarnas lyriska ”vi”, som gräver sin egen grav, till anblicken av en ”han”, deras uppsyningsman, som skriver brev till sin älskade:
”En man bor i huset han leker med ormar han skriver

han skriver när det mörknar till Tyskland 

ditt gyllene hår Margarete”
Uppbyggnaden erinrar om fugans musikaliska kompositionsprincip, i vilken olika stämmor följer på varandra i ett eller flera teman. Liksom fugans spel mellan dux och comes står även i dikten två stämmor mot varandra: ”vi”, offrens talkör, och ”han”, handlingarnas förövarfigur. De genomförs med modifikationer, variationer och nya ansatser, och skjuts in i varandra och sammanvävs. En ”dramatisk struktur” blir följden, ”mellan en dödsmäktig mästare från Tyskland och de judar som måste leva och arbeta eller musicera i väntan på sin död”. Konfrontationen skärps stegvis, fram till förintelsen.
”Dödsfuga” uppfattas av vissa uttolkare som en dubbelfuga med ett ”vi”- och ”han”-tema, lika väl som en trippelfuga med ”en mästare från Tyskland är döden” som tredje tema. Ytterligare en läsning är att återgå till ett enda tema formulerat i ”vi"-avsnitten, där ”han”-avsnittet bildar en för fugan karakteristisk kontrapunkt.

## Eftermäle
”Dödsfuga” har tryckts i otaliga antologier och skolböcker världen över, citerats vid minneshögtider och blivit använd på många sätt rent konstnärligt. Anselm Kiefers målning dein goldenes Haar Margarete (1981) hämtar till exempel sin titel från en återkommande fras i denna dikt.

### Tyska utgåvor
- Der Sand aus den Urnen (A. Sexl, Wien 1948)
- Mohn und Gedächtnis (Deutsche Verlags-Anstalt, Stuttgart 1952)
- Der Sand aus den Urnen. Mohn und Gedächtnis (Suhrkamp, Frankfurt am Main 2003, inom ramen för Werke. Historisch-kritische Ausgabe)
- Todesfuge. Med kommentar av Theo Buck. (Rimbaud, Aachen 2002) ISBN 3-89086-795-2
- Die Gedichte – Kommentierte Gesamtausgabe in einem Band (Suhrkamp Verlag, Frankfurt am Main 2003) ISBN 3-518-41390-2 ; (2005) ISBN 3-518-45665-2

### Svenska utgåvor
- Dikter, s 18, tolkning Carl-Henrik Wittrock (FIB:s lyrikklubb 1972)[15]
- Dikter (2), s 15, tolkning Lars-Inge Nilsson (Ellerströms 1999)

### Sekundärlitteratur
- Lars Elleström: ”Paul Celans ’Todesfuge’ : en dikt och en titel”. Ingår i: Ulla-Britta Lagerroth (red.), I musernas tjänst, s. 291–312 (B. Östlings bokförl. Symposion, 1993)  ISBN 91-7139-155-X
- John Felstiner: Paul Celan. Eine Biographie. (München: Beck, 2000) ISBN 3-406-45919-6
- Helmuth Kiesel & Cordula Stepp: ”Paul Celans Schreckensmusik”. Ingår i: Udo Bermbach & Hans Rudolf Vaget (red.).: Getauft auf Musik. Festschrift für Dieter Borchmeyer, s. 115–131. (Würzburg: Königshausen & Neumann, 2006) ISBN 3-8260-3398-1
- Klaus Weissenberger: Formen der Elegie von Goethe bis Celan (Bern: 1969)

### Fotnoter
1. ↑  Kiesel, Stepp: Paul Celans Schreckensmusik, s. 116, 118.
2. ↑  "Zwangsarbeitslager Lemberg-Janowska" (1941-1944).
3. ↑  Felstiner: Paul Celan. Eine Biographie, s. 57–58.
4. ↑  Övers. Sanden från urnorna
5. ↑  Övers. Vallmo och minne
6. ↑  Heinz Ludwig Arnold: Die Gruppe 47 (Rowohlt, Reinbek 2004), s 76 ISBN 3-499-50667-X
7. ↑  Felstiner: Paul Celan: eine Biographie, s. 98.
8. ↑  Arnold: Die Gruppe 47, s. 77.
9. ↑  Paul Celan: Todesfuge. Mit einem Kommentar von Theo Buck, s. 85 (2. Auflage. Rimbaud, Aachen 2002) ISBN 3-89086-795-2
10. ↑  Nordwestdeutscher Rundfunk (NWDR).
11. ↑  Övers. Carl-Henrik Wittrock, 1972.
12. ↑  Carl-Henrik Wittrocks tolkning i Dikter (FiB:s lyrikklubb, 1972).
13. ↑  Helmuth Kiesel, Cordula Stepp: Paul Celans Schreckensmusik (2006), här s. 117; med en utförlig genomgång av fugans olika element.
14. ↑  Övers. ditt gyllene hår Margarete. Se även målningen dein goldenes Haar Margarete (1981) av Anselm Kiefer. Saatchi Collection. Engelska.
15. ↑  Dödsfuga i tolkning av Carl-Henrik Wittrock 1972 webblogg.se